# Domenico Villoni
Domenico Villoni (1887 – North Olmstead, Ohio, december 1945) was een Amerikaans-Italiaans componist, muziekpedagoog en dirigent. 
Villoni vertrok in 1903 als 16-jarige van Italië met de boot naar New York. Daarvandaan vertrok hij naar Bridgeport, Pennsylvania en later naar Cleveland, Ohio. Het is bekend, dat hij in Cleveland (Ohio) woonachtig was op 6806 Detroit Avenue. Hij was als componist, muziekpedagoog en dirigent werkzaam. In de jaren twintig en vroege jaren dertig van de 20e eeuw schreef hij 29 symfonische marsen in de Italiaanse stijl. 

## Composities

### Werken voor harmonieorkest

#### Symfonische marsen
- 1926 North Pole
- 1926 Paradise
- 1926 Sweatheart
- 1927 Liberty
- 1927 The Angel
- 1927 The Navigator
- 1927 The Pilgrims
- California
- Little Italy
- Pluto